# Lijst van rijksmonumenten in Dwingeloo
De plaats Dwingeloo telt 47 inschrijvingen in het rijksmonumentenregister. Hieronder een overzicht.
| Object | Oorspronkelijke functie?  | Bouwjaar                                                                                               | Architect                                                 | Locatie                     | Coördinaten?                  | Nr.?   | Afbeelding                                                                  |
| --- | ------------------------- | --- | --------------------------------------------------------- | --------------------------- | ----------------------------- | ------ | --------------------------------------------------------------------------- |
| Batinge, restanten | Boerderij                 | waarsch. 15e eeuw (muur) 18e eeuw (deel bouwhuis)                                                      |                                                           | bij Batingheweg 6           | 52° 50' 8" NB, 6° 21' 15" OL  | 14221  | Meer afbeeldingen                                                           |
| Keuterij | Boerderij                 | ca. 1813                                                                                               |                                                           | Brink 2                     | 52° 49' 55" NB, 6° 22' 4" OL  | 14222  | Meer afbeeldingen                                                           |
| Boerderij met dwars voorhuis                                                                                                  | Boerderij                 | ca. 1813                                                                                               |                                                           | Brink 3                     | 52° 49' 55" NB, 6° 22' 5" OL  | 14223  | Meer afbeeldingen                                                           |
| Boerderij met twee zijbaanders                                                                                                | Boerderij                 | ca. 1813                                                                                               |                                                           | Brink 4                     | 52° 49' 56" NB, 6° 22' 5" OL  | 14224  | Meer afbeeldingen                                                           |
| Boerderij met zijbaander (vormt een geheel met nr. 9)                                                                         | Boerderij                 | ca. 1850                                                                                               |                                                           | Brink 8                     | 52° 49' 59" NB, 6° 22' 8" OL  | 14225  | Meer afbeeldingen                                                           |
| Boerderij met zijbaander (vormt een geheel met nr. 8)                                                                         | Boerderij                 | ca. 1850                                                                                               |                                                           | Brink 9                     | 52° 49' 59" NB, 6° 22' 8" OL  | 14226  | Boerderij met zijbaander (vormt een geheel met nr. 8)                       |
| Voorm. schultehuis | Boerderij                 | 1650-1700 (kern) late 18e eeuw (deuromlijsting) 19e eeuw (uiterlijk) ca. 1920 (winkelpui) 1969 (rest.) |                                                           | Brink 12                    | 52° 49' 59" NB, 6° 22' 5" OL  | 14227  | Meer afbeeldingen                                                           |
| Hervormde kerk (Sint-Nicolaaskerk)                                                                                            | Kerk en kerkonderdeel     | ca. 1410 1923-'25 (rest.)                                                                              | J. Boelens (1923-'25)                                     | Brink 29                    | 52° 50' 6" NB, 6° 21' 56" OL  | 14228  | Hervormde kerk(Sint-Nicolaaskerk)                                           |
| Hervormde kerk, toren | Kerk en kerkonderdeel     | ca. 1410 1631 (spits) 1923-'25 (rest.)                                                                 | mog. J. die Werckmeyster (15e eeuw) J. Boelens (1923-'25) | Brink 29                    | 52° 50' 6" NB, 6° 21' 56" OL  | 14229  | Meer afbeeldingen                                                           |
| Boerderij met puntgevel en twee zijbaanders                                                                                   | Boerderij                 | 19e eeuw                                                                                               |                                                           | Brink 36                    | 52° 50' 1" NB, 6° 21' 54" OL  | 14230  | Meer afbeeldingen                                                           |
| Westrup | Kasteel, buitenplaats     | ca. 1600 kort na 1740 (uitbr.) 1870 (verb.) 1984-'86 (rest.)                                           |                                                           | Entingheweg 20              | 52° 50' 11" NB, 6° 21' 59" OL | 14231  | Meer afbeeldingen                                                           |
| Entinge, terrein | Kasteel, buitenplaats     | |                                                           | Entinghehof 5               | 52° 50' 8" NB, 6° 21' 27" OL  | 14232  | Entinge, terrein                                                            |
| De Hulsebos | Boerderij                 | ca. 1760                                                                                               |                                                           | Westeinde 1                 | 52° 49' 58" NB, 6° 21' 24" OL | 14234  | Hulsebos De Hulsebos                                                        |
| Dwarsdeelboerderij onder aan de voorzijde even afgewolfd rieten schilddak                                                     | Boerderij                 | 1800-1850                                                                                              |                                                           | Westeinde 43                | 52° 49' 30" NB, 6° 20' 57" OL | 14235  | Meer afbeeldingen                                                           |
| Zijlangsdeelboerderij onder aan de voorzijde even afgewolfd rieten schilddak                                                  | Boerderij                 | 1800-1850                                                                                              |                                                           | Westeinde 49                | 52° 49' 28" NB, 6° 20' 51" OL | 14236  | Meer afbeeldingen                                                           |
| Boerderij onder aan de achterzijde afgewolfd grotendeels met riet gedekt zadeldak                                             | Boerderij                 | 1838                                                                                                   |                                                           | Westeinde 51                | 52° 49' 27" NB, 6° 20' 53" OL | 14237  | Meer afbeeldingen                                                           |
| Daglonerswoning met klein bedrijfsgedeelte onder met pannen gedekt zadeldak                                                   | Woonhuis                  | ca. 1850                                                                                               |                                                           | Westeinde 53                | 52° 49' 25" NB, 6° 20' 50" OL | 14238  | Daglonerswoning met klein bedrijfsgedeelte onder met pannen gedekt zadeldak |
| Boerderij met achterbaander                                                                                                   | Boerderij                 | kern: 16e eeuw, voorhuis: 1711 1873 (verb.)                                                            |                                                           | Westeinde 20                | 52° 49' 19" NB, 6° 20' 51" OL | 14240  | Meer afbeeldingen                                                           |
| Boerderij met zijbaander | Boerderij                 | 1825                                                                                                   |                                                           | Westeinde 24                | 52° 49' 12" NB, 6° 20' 43" OL | 14241  | Meer afbeeldingen                                                           |
| Dwarsdeelboerderij onder aan voor- en achterzijde afgewolfd zadeldak                                                          | Boerderij                 | ca. 1865                                                                                               |                                                           | Westeinde 30                | 52° 49' 9" NB, 6° 20' 38" OL  | 14242  | Meer afbeeldingen                                                           |
| Boerderij met woondeel onder pannen wolfsdak en bedrijfsdeel met zijbaander onder aan de voorzijde afgewolfd rieten schilddak | Boerderij                 | 1895                                                                                                   |                                                           | Brink 51                    | 52° 49' 55" NB, 6° 21' 60" OL | 46579  | Meer afbeeldingen                                                           |
| Boerderij met achterbaander onder deels riet- en deels pannengedekt wolfsdak                                                  | Boerderij                 | ca. 1885                                                                                               |                                                           | Brink 52                    | 52° 49' 55" NB, 6° 22' 0" OL  | 46580  | Meer afbeeldingen                                                           |
| Smederij annex keuterij met zijbaander                                                                                        | Nijverheid                | 1895                                                                                                   |                                                           | Drift 22                    | 52° 49' 54" NB, 6° 22' 0" OL  | 46581  | Meer afbeeldingen                                                           |
| Boerderij met zijbaander onder gebogen rieten wolfsdak tegen met hout beschoten geveltop                                      | Boerderij                 | mog. 18e eeuw (kern) 19e eeuw (uiterlijk)                                                              |                                                           | De Weijert 2                | 52° 50' 2" NB, 6° 22' 3" OL   | 46582  | Meer afbeeldingen                                                           |
| Oldengaerde, bouwhuis annex boerderij                                                                                         | Boerderij                 | begin 18e eeuw 1861 (schuur)                                                                           |                                                           | Westeinde 59                | 52° 49' 21" NB, 6° 20' 48" OL | 333033 | Upload foto                                                                 |
| Opzichterswoning Rijkswaterstaat                                                                                              | Dienstwoning              | 1903                                                                                                   |                                                           | Dieversluis 2               | 52° 50' 34" NB, 6° 20' 20" OL | 507317 | Meer afbeeldingen                                                           |
| Opzichterswoning Rijkswaterstaat, hek                                                                                         | Erfscheiding              | 1903                                                                                                   |                                                           | bij Dieversluis 2           | 52° 50' 28" NB, 6° 20' 16" OL | 507318 | Meer afbeeldingen                                                           |
| Opzichterswoning Rijkswaterstaat, schuur                                                                                      | Opslag                    | ca. 1880                                                                                               |                                                           | bij Dieversluis 2           | 52° 50' 34" NB, 6° 20' 20" OL | 507319 | Meer afbeeldingen                                                           |
| Nyengaerde | Woonhuis                  | 1930                                                                                                   |                                                           | Westeinde 14                | 52° 49' 29" NB, 6° 21' 2" OL  | 507321 | Nyengaerde                                                                  |
| Nyengaerde, garage | Opslag                    | 1930                                                                                                   |                                                           | bij Westeinde 14            | 52° 49' 29" NB, 6° 21' 2" OL  | 507322 | Upload foto                                                                 |
| Nyengaerde, hekpijlers | Erfscheiding              | 1930                                                                                                   |                                                           | bij Westeinde 14            | 52° 49' 29" NB, 6° 21' 2" OL  | 507323 | Upload foto                                                                 |
| Voorm. gemeentehuis | Bestuursgebouw en onderdl | 1939                                                                                                   | A. Baart sr.                                              | Brink 1                     | 52° 49' 55" NB, 6° 22' 3" OL  | 507324 | Meer afbeeldingen                                                           |
| De Kamp | Woonhuis                  | 1911                                                                                                   |                                                           | Entingheweg 11              | 52° 50' 11" NB, 6° 21' 54" OL | 507325 | Meer afbeeldingen                                                           |
| Hervormde pastorie | Kerkelijke dienstwoning   | 1868 1975 (rest.)                                                                                      | J.G. van Beusekom P. de Groot (1975)                      | Brink 27                    | 52° 50' 5" NB, 6° 21' 60" OL  | 507326 | Upload foto                                                                 |
| De Bork | Woonhuis                  | ca. 1910                                                                                               |                                                           | Westeinde 38                | 52° 49' 5" NB, 6° 20' 32" OL  | 507327 | Bork De Bork                                                                |
| Nije Batinghe | Woonhuis                  | 1923                                                                                                   | A.H. Wegerif                                              | Westeinde 12                | 52° 49' 29" NB, 6° 21' 3" OL  | 507329 | Upload foto                                                                 |
| Oldengaerde, hoofdgebouw | Kasteel, buitenplaats     | 15e eeuw begin 17e eeuw (uitbr.) 1717 (verb.) 18e eeuw (serres) midden 19e eeuw (verb.)                |                                                           | Westeinde 57                | 52° 49' 21" NB, 6° 20' 48" OL | 513983 | Meer afbeeldingen                                                           |
| Oldengaerde, tuin en park | Tuin, park en plantsoen   | 18e eeuw na 1825 (herinr.)                                                                             |                                                           | bij Westeinde 57            | 52° 49' 23" NB, 6° 20' 43" OL | 513985 | Upload foto                                                                 |
| Oldengaerde, bouwhuis annex boerderij                                                                                         | Bijgebouwen kastelen enz. | begin 18e eeuw 1861 (schuur)                                                                           |                                                           | Westeinde 59                | 52° 49' 21" NB, 6° 20' 48" OL | 513986 | Meer afbeeldingen                                                           |
| Oldengaerde, grafzerk | Tuin, park en plantsoen   | 1723                                                                                                   |                                                           | bij Westeinde 59            | 52° 49' 23" NB, 6° 20' 43" OL | 513987 | Meer afbeeldingen                                                           |
| Oldengaerde, toegangsbrug met hek                                                                                             | Tuin, park en plantsoen   | 18e eeuw (brug) late 18e of vroege 19e eeuw (hek)                                                      |                                                           | bij Westeinde 57            | 52° 49' 23" NB, 6° 20' 43" OL | 513988 | Meer afbeeldingen                                                           |
| Oldengaerde, toegangshek overtuin                                                                                             | Tuin, park en plantsoen   | verm. 19e eeuw                                                                                         |                                                           | bij Westeinde 57            | 52° 49' 23" NB, 6° 20' 43" OL | 513989 | Meer afbeeldingen                                                           |
| Oldengaerde, daglonerswoning                                                                                                  | Bijgebouwen kastelen enz. | ca. 1850                                                                                               |                                                           | Westeinde 53                | 52° 49' 21" NB, 6° 20' 48" OL | 513990 | Meer afbeeldingen                                                           |
| Oldengaerde, zonnewijzersokkel                                                                                                | Tuin, park en plantsoen   | late 18e of vroege 19e eeuw                                                                            |                                                           | bij Westeinde 57            | 52° 49' 23" NB, 6° 20' 43" OL | 513991 | Meer afbeeldingen                                                           |
| Oldengaerde, duiventil | Tuin, park en plantsoen   | 19e eeuw                                                                                               |                                                           | bij Westeinde 57            | 52° 49' 23" NB, 6° 20' 43" OL | 513992 | Meer afbeeldingen                                                           |
| Oldengaerde, tuinbeeld | Tuin, park en plantsoen   | vroege 18e eeuw                                                                                        | H. Ansum                                                  | bij Westeinde 57            | 52° 49' 30" NB, 6° 20' 17" OL | 513993 | Meer afbeeldingen                                                           |
| Boerderij met achterbaander, schuur                                                                                           | Boerderij                 | in aanleg vroege 18e eeuw 2001 (rest./verb.)                                                           |                                                           | bij Westeinde 20            | 52° 49' 19" NB, 6° 20' 51" OL | 525184 | Meer afbeeldingen                                                           |
| Radiotelescoop | Onderwijs en wetenschap   | 1955                                                                                                   |                                                           | Oude Hoogeveensedijk 4, bij | 52° 48' 43" NB, 6° 23' 46" OL | 530829 | Meer afbeeldingen                                                           |